# Good and Naughty
Good and Naughty es una película de comedia romántica perdida de 1926 dirigida por Malcolm St. Clair y protagonizada por Pola Negri y Tom Moore. La película está basada en Naughty Cinderella de Henri Falk y René Peter. La película nos muestra una decoradora de interiores que se ve obligada a volverse poco atractiva para que pueda ser contratada por una empresa que tiene una política contra la contratación de mujeres atractivas.

## Reparto
- Pola Negri como Germaine Morris
- Tom Moore como Gerald Gray
- Ford Sterling como el Oficial Bunny
- Miss DuPont como Claire Fenton
- Stuart Holmes como Thomas Fenton
- Marie Mosquini como Chouchou Rouselle
- Warner Richmond como Bad News Smith